# Bill Dellinger
William Solon "Bill" Dellinger, född 23 mars 1934 i Grants Pass, Oregon, död 27 juni 2025, var en amerikansk friidrottare inom medeldistanslöpning. Han var senare aktiv som tränare inom samma idrottsgren.
Dellinger blev olympisk bronsmedaljör på 5 000 meter vid sommarspelen 1964 i Tokyo.